# Happiness!!!
happiness!!!（ハピネス!!!）は、木村カエラのメジャー2枚目のシングルで、コロムビアミュージックエンタテインメントから2004年10月27日に発売。

## 解説
- この頃から「saku saku」以外の番組にも徐々に出演するようになった。
- 初回盤には、CD発売イベント応募券が封入されている。
- このCD発売イベントは正式オープン前の横浜BLITZにて行われた。[1]
- この曲のPVはファンの間で非常に高い人気を誇っており、未だに木村カエラ史上、最高のPVであるとの評価が根強い。
- また、この曲のPVには本人の友達が多数出演している。

## 曲目
全作詞:木村カエラ、作曲:山沢大洋、編曲:武藤星児
1. happiness!!!
ロート製薬「セセラ」CMソング（本人もCMに出演）。
NHK受信料家族割引のお知らせのCMソング。
テレビ神奈川『saku saku』 2004年11月度エンディングテーマ
2. untie
3. happiness!!! (instrumental)
4. untie (instrumental)

## 収録アルバム
- KAELA (#1,2、#2はアルバム・バージョン)
- 5years (#1)
- 10years (#1)